# Proceleustis
Proceleustis is een geslacht van vlinders van de familie sikkelmotten (Oecophoridae), uit de onderfamilie Oecophorinae.

## Soorten
- P. paraphracta Meyrick, 1914
- P. plumbaria Meyrick, 1921
- P. zelotypa Meyrick, 1918